# Luis Miguel Dominguín

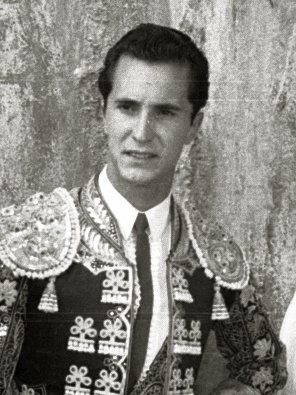
Luis Miguel Dominguín

Luis Miguel González Lucas, bekannter als Luis Miguel Dominguín (* 9. November 1926 in Madrid; † 8. Mai 1996 in San Roque, Provinz Cádiz), war ein spanischer Torero und seit 1944 Matador. Er war Sohn des bekannten Matadors Domingo Dominguín (eigentlich Domingo González) und übernahm dessen in Stierkampfkreisen bekannten und berühmten Künstlernamen. Dominguín gilt als bedeutender Torero und war außerdem eine herausragende Figur des öffentlichen Lebens in Spanien.

## Karriere als Stierkämpfer
Luis Miguel Dominguín gilt als einer der besten und beliebtesten Matadores der 1940er und 1950er. Er gab sein Debüt als Torero (novillero) mit zwölf Jahren in der Stierkampfarena Campo Pequeno in Lissabon. Seine Alternativa, die Erhebung in den Rang eines „Matador de Toros“, war am 2. August 1944 in A Coruña unter Domingo Ortega. Offenbar hatte er aber bereits zuvor im Alter von fünfzehn Jahren einen regulären Stierkampf (nicht mit Jungstieren) in Bogotá bestritten. Am 28. August 1947 gehörte er zum Aufgebot des Stierkampfes in Linares, in dem der Torero Manolete getötet wurde.
Seine Rivalität in der Arena mit seinem Schwager Antonio Ordóñez wurde von Hemingway in Gefährlicher Sommer festgehalten. Hemingway und Dominguín lernten sich 1953 auf Dominguíns Finca bei Cuenca kennen und trafen sich auch später mehrmals.
Er kehrte 1971 nochmals in die Arena zurück und beendete 1973 offiziell seine Stierkampfkarriere.

## Privat- und Gesellschaftsleben
Dominguín heiratete 1955 die italienische Schauspielerin Lucia Bosè. Sie hatten sich in demselben Jahr kennengelernt, als Bosè zu den Dreharbeiten des Films Muerte de un ciclista von Juan Antonio Bardem nach Spanien gekommen war. Gemeinsam hatten sie drei Kinder, den bekannten Sänger Miguel Bosé, Lucía, heute Geschäftsfrau, und Paola, die Fotomodell wurde und mit ihrer Mutter ein Engel-Museum in Turégano, Segovia, leitete. 1968 trennten sich Dominguín und Bosè. Dominguín heiratete 1987 erneut, diesmal Rosario Primo de Rivera, Nichte von General Miguel Primo de Rivera.
Lucia Bosè beschrieb Dominguín rückblickend als Franquisten. Er wurde aber immer auch als Sympathisant des Sozialismus betrachtet und war unter anderem mit Pablo Picasso befreundet. Während seiner aktiven Zeit nahm er außerhalb der Stierkampfsaison an Jagdgesellschaften Francos teil. Er war als Verführer bekannt und soll unter anderem Affären mit Ava Gardner, María Félix, Lana Turner, Rita Hayworth und Lauren Bacall gehabt haben.
Er wird neben anderen in Jorge Semprúns Roman Zwanzig Jahre und ein Tag über die franquistische Gesellschaft der 1950er Jahre porträtiert.